# 普雷里鎮區 (朱厄爾縣)
普雷里鎮區（英語：Prairie Township）為位在美國堪薩斯州朱厄爾縣的鎮區。2010年美国人口普查中該鎮區人口有121人。

## 地理
普雷里鎮區涵蓋面積95.95平方（37.05平方英里），其中0.01平方公里或0.01%為水域。該鎮區有德賴溪（Dry Creek）、東布法羅溪（East Buffalo Creek）、斯普林溪（Spring Creek）以及西布法羅溪（West Buffalo Creek）等溪流通過。

### 鄰近鎮區
- 朱厄爾縣
  - 布法羅鎮區（北）
  - 維克斯堡鎮區（東北）
  - 鎮區（東）
  - 布朗斯克里克鎮區（西）

- 米切爾縣
  - 普拉姆克里克鎮區（南）
  - 所羅門拉皮茲鎮區（西南）

### 墓園
此鎮區擁有2座墓園：普萊森特普雷里墓園（Pleasant Prairie Cemetery）以及斯塔墓園（Star Cemetery）。

### 主要公路
- 14號堪薩斯州州道（英语：K-14 (Kansas highway)）
- 28號堪薩斯州州道（英语：K-28 (Kansas highway)）

## 外部連結
- U.S. Board on Geographic Names (GNIS) （页面存档备份，存于）
- United States Census Bureau cartographic boundary files
- US-Counties.com
- City-Data.com （页面存档备份，存于）